# أخلاقيات مهنة المحاماة
مهنة المحاماة (profession d'avocat) يقصد بكلمة محاماة عادة في اللغة لفرنسية Barreau وهو المكان المخصص للمحامين في المحكمة، وإن أصل هذه الكلمة مشتق من كلمة Barre اليونانية والتي يقصد بها «المعارضة» وبمرور الزمن أصبحت تعني عدة معاني منها نقابة المحامين، هيئة الدفاع.
محامي (Avocat): في اللغة العربية فتعني:
المحاماة على وزن مفاعله وهي مشتقة من حامي عنه، من الحماية، والحماية قد تكون حماية شر ودفاع عنه، وقد تكون حماية خير ودفاع عنه.
قال الإمام الزبيدي: (حمى الشيء يحميه حمياً بالفتح وحماية بالكسر ومحمية منعة ودفع عنه، وحاميت عنه محاماة وحماء منعت عنه)
وحمى المريض مايضره منعه إياه فاحتمي وامتنع، والحامية الرجل يحمي أصحابه والجماعة أيضاً حامية وهو على حامية القوم أي آخر من يحميهم في مضيهم.
وقيل: (إنه لحامي الحمى أي يحمي حوزته وما وليه)
ومما تقدم يتبين لنا أن المحاماة كلمة أصيلة في اللغة العربية وهي مشتقة من فعل حمى، وحماية المتهم وحقوقه الشرعية هي في صلب مهمة المحامي.
أما لفظ (Avocat) باللغة الأجنبية فهو مشتق من كلمتين: (Ad ,Vocatus)، الأولى (Ad) ويقصد بها المرافق، والثانية (Vocatus) ويقصد بها الشخص المستدعى للوقوف أمام المحكمة، وبعد التطور الذي حدث في مفهوم هاتين الكلمتين أصبحتا تكتبان في كلمة واحدة (Avocat) أي محامي والتي يستمد مدلولها من اللغة اللاتينية التي يقصد بها «مرافق الشخص المستدعى للمثول أمام المحكمة»
أخلاقيات المهنة: (déontologie de la professions La) يقصد بهذا المصطلح مجموعة القواعد التي تحكم علاقات المحامي مع زملائه من جهة، وموكليه من جهة أخرى وبصفة عامة القواعد التي تحكم علاقات المحامي بالجهات التي يتعامل معها أثناء قيامة بالمهام التي تدخل ضمن مهنته كمحامي دفاع.
(ص 6، ص 7)

## التزامات المحامي
تتمثل التزامات المحامي في الاستقامة، النزاهة، الاعتدال، واحترام الزمالة، إلى جانب ذلك هناك التزامات أخرى أساسية من بينها الوفاء، الأمانة، الاستقلالية.

### التزامات المحامي تجاه موكليه
على المحامي أن يدرس ملف موكله بكل إخلاص وأمانه وعلية أن يرشده ويدافع على حقوقه ومتابعة ملفه وكذا الجلسات حتى صدور الحكم ويعلمه بكل الإجراءات، وعليه ألا يأخذ القضية إن لم يكن قادراً على الدفاع عنها، ويمنح لها الوقت الكافي للدراسة، وعلية أن يؤدي مهامه شخصياً وفي حال تعذر عليه ذلك أن ينيب زميلاً له، وأن يخبر موكله بذلك، وكل الأخطاء التي يرتكبها زميله عليه أن يتحملها.
إذا أراد المحامي الإدلاء بتصريحات في قضية ما قابلة للنشر فعلية الرجوع إلى النقيب الذي يمنحه ترخيصاً بذلك.
ويتجلى التزام المحامي بالإخلاص في عمله لفائدة موكله في البحث بعمق في وقائع الدعوى الموكل فيها مادية كانت أم قانونية وبتكيفها بهدف مطابقتها مع المواد القانونية التي تنطبق عليها. كما عليه أن يبذل قصارى جهده في تشكيل البنيان الواقعي والمنطقي لدعوى موكله سواء كان ذلك في شكل كتابي أو في شكل مرافعة شفوية، أي بتصوير قانوني للوقائع المعروضة، مع التحديد الدقيق للمطالب، ذلك أن القاضي لا يستطيع أن يقضي في غير المطلوب أو أقل منه أو أكثر منه إلا فيم يتعلق بالنظام العام.
(ص 119)

#### شرف المحامي وسمعته
إن الشرف والسمعة يعدان رأس مال المحامي الذي يجب علية أن يحافظ عليهما ويصونهما ومن أجل ذلك فلا يجب على المحامي أن تكون له مصالح مشتركة مع موكله، وهو لا يستطيع أن يتعامل معه في مكان عام لأن ذلك يعتبر خرقاً لقواعد وتقاليد المهنة، ولا يتردد إلى مسكن موكله وإنما على الموكل أن ينتقل إليه في مكتبه.
إن سمعة المحامي تتطلب منه الحرص في المحافظة على شرفه وكرامته سواء أثناء أدائه لمهنته أو في مسار حياته الخاصة، وذلك يتجنب التصرفات المشينة التي تسيء إلى سمعته كاستخدامه لوسائل الإشهار أو الترغيب أو استعمال السماسرة لجلب الموكلين أو الإيحاء بالنفوذ والجاه المزعومين، أو الاتصال بخصوم موكليه سواء في الأمكنة العمومية أو قاعات الجلسة وبهو المحاكم.
كل هذه التصرفات يمنعها قانون المهنة ويعاقب مرتكبيها على أساس المساس بسمعة وشرف المحامي بصفة خاصة والمهنة بصفة عامة. (ص 120)

#### استقلالية المحامي
إن المحامي يتمتع باستقلالية تجاه العامة وبالخصوص تجاه موكله وهذه الاستقلالية تظهر من الناحية المادية، فلا يجب أن تكون الأتعاب التي يتقاضاها من موكله مبالغ فيها.
كما تظهر الاستقلالية من الناحية المعنوية والعملية، وهو حر في قبول أو رفض قضية ما، كما يمكن أن تكون له نظرة مخالفة لنظرة موكله ويمكن له أن يوافق على رأي موكله بشرط أن لا يتعارض ذلك مع استقلاليته.
إن مبدأ سلطان الإرادة الذي يحكم العلاقة بين المحامي وموكله، يعد من الدعائم الأساسية لاستقلالية المحام، حيث يتمتع في قبول أو رفض أي دعوى تعرض عليه، ماعدا الدعاوى التي يعين فيها تلقائياً أو في إطار المساعدة القضائية للدفاع عن المتقاضين بصفة مجانية.
وفي حالة قبول الدعوى، فيجب على المحامي أن يبذل قصارى جهده لكسبها.
وهنا يتمتع بكامل الحرية في اختيار وسائل الدفاع التي يستعملها، وكذا الأسانيد والأدلة القانونية التي سيقدمه في قضية موكله.
كما على المحامي إخطار موكله بمراحل سير الدعوى وما يصدر من أحكام فيها، وأن يقدم له النصح فيما يتعلق بالمعارضة أو الاستئناف أو الطعن فيما صدر من أحكام وكانت في غير صالحة، أما إذا كانت في صالحة فعلية تبليغ الحكم أو تنفيذه وفي هذه الحالة يوجهه لمحضر قضائي يثق في جديته أو يوجهه إلى الخبير المعين لإنجاز الخبرة حسبما تتطلبه مقتضيات الحكم.
ومن جهة أخرى للمحامي حق التنازل عن التوكيل ولكن عندما يكون الوقت مناسباً، وفي هذه الحالة يجب أن يخطر موكله برسالة مضمنة مع الإشعار بالوصول، حتى يتمكن من توكيل محام آخر يتكفل بقضيته.
وفي المقابل يمكن للموكل أن يعزل المحامي في أية مرحلة من مراحل سير الدعوى، كأن يقوم الموكل بتأسيس محام بدلاً منه أو يقرر مباشرة الدعوى بنفسه.
وفي هذه الحالة على المحامي أن يعلن انسحابه من القضية ويرجع كل المستندات إلى موكله.

### التزامات المحامي

#### التزامات دائمة
يخضع المحامي أساساً للمنظمة المنتمي إليها، ويستفيد من حماية النقيب ومن منظمة نقابة المحامين التي ينتمي إليها وفي إطار يجب عليه أن لا يسيء إلى سلطة النقابة وبالتالي احترام قراراتها، أما المحامي المتربص فعلية احترام المحامين القدامى مع سماعة لهم والاستفادة من خبراتهم ونصائحهم، وعلى المحامي القديم في المهنة أن يعتني بالمحامي المتربص وأن يهتم بمشاكله وتشجيعه على المجهودات التي يبذلها، وعليه أن لا يجلب زبائن زميله إلى مكتبه، وكما يجب عليه تأدية واجباته من بينها دفع الاشتراكات الواجبة علية إلى النقابة وفي حالة عدم دفعها يترتب علية إغفال تسجيله في القائمة ويتعرض إلى عقوبات تأديبية.
وعلى المحامي ألا يقدم شكوى ضد محام آخر أو قاض دون الرجوع إلى النقيب وإخطاره بذلك مسبقاً.

#### التزامات تجاه الخصوم
يجب على المحامي احترام خصمه في كل قضية يكون متوكلا عن طرف فيها، كما يجب عليه ألا يتصل به مباشرة، وإذا اقتضى الأمر ضرورة ذلك فيجب أن يكون الاتصال بواسطة محامية.
كما يجب عليه تقديم ملف موكله للخصم دون نقص أو زيادة على الملف الذي يقدمه لهيئة المحكمة.
(ص 122)

#### التزامات المحامي إزاء المحاكم والقضاة
أكدت المادة 76 من القانون 91/04 «القانون الجزائري»، على المحامي أن يراعي بصرامة الواجبات التي تفرضها علية القوانين والأنظمة والتقاليد والعادات المهنية تجاه القضاة وزملائه والمتقاضين، ذلك أن الاستقلالية واحترام المحاكم والقضاة والاستقامة والصرامة والتجرد والكياسة... واجبات مؤكدة حتمية عليه.
وهكذا يتضح بأنه على المحامي احترام القضاة عندما يتقدم إليهم ويخاطبهم بآداب وباحترام تقديراً للوظيفة التي يؤدونها في المجتمع (وظيفة العدالة).
كما يجب على المحامي عندما يزور المحكمة للترافع أن يزو رئيسها ووكيل الجهورية وكذا القاضي الذي تطرح أمامه القضية التي هو مؤسس فيها، كما عليه أن يستعمل الألفاظ اللائقة والعبارات المناسبة أثناء المرافعة متحاشياً كل ما من شأنه المساس بسمعة المحكمة أو بأعضاء هيئة الحكم وكذا الزملاء.
كما على المحامي أن يتجنب إثارة الحوادث من أي مكان في حرم المحكمة وداخل الجلسات التي تعقد فيها وكذا المكاتب التي توجد بها، وعليه أيضاً أن يحضر الجلسات في الوقت المناسب والمحدد لها حتى لا يساهم في تعطيل السير الحسن لها.
كما يجب علية ارتدائه لبذلة المهنية سواء خلال الجلسات أو عند قاضي التحقيق، أو عند قيامة بأداء زيارة المجاملة للقضاة.
وفي كل الحالات يجب على المحامي أن يمتنع عن تلفظ الكلمات أو التعابير غير اللائقة أو العبارات غير المستساغة تجاه كل الأطراف من قضاة وزملاء ومتقاضين وكذا كل ما من شأنه المساس بشرف العدالة.
(ص123)